# Don't Fence Me In
Don't Fence Me In è una canzone popolare americana con musiche di Cole Porter e testi di Robert Fletcher e Cole Porter.

## Origini
Originariamente scritta nel 1934 per Adios, Argentina, un film musicale mai realizzato dalla 20th Century Fox, "Don't Fence Me In" era basata sul testo di un poeta e ingegnere del Dipartimento delle autostrade di Helena, Robert (Bob) Fletcher. Cole Porter, al quale era stato chiesto di scrivere una canzone sui cowboy per la 20th Century Fox, acquistò la poesia da Fletcher per la somma di 250 dollari. Porter rielaborò la poesia di Fletcher e quando il brano venne pubblicato per la prima volta, Porter fu accreditato della paternità esclusiva. Porter avrebbe voluto dare a Fletcher il credito di coautore, ma i suoi editori non acconsentirono. Quando la canzone divenne popolare, tuttavia, Fletcher ingaggiò alcuni avvocati che diedero inizio ad un'azione tendente ad ottenergli il riconoscimento di coautore nelle edizioni successive. Anche se fu una delle canzoni più popolari del suo tempo, Porter sostenne che era la sua preferita anche fra le sue stesse composizioni.
La poesia che Fletcher utilizzò sembrerebbe essere stata "Open Range", contenuta nel suo libro del 1934, Coral Dust. A parte un breve accenno alla lirica di Fletcher, il resto del testo sembra essere originale di Cole, a meno che non abbia utilizzato altro materiale contenuto nel libro.

## Cover
Dieci anni dopo, nel 1944, la Warner Bros. riprese "Don't Fence Me In" per farla cantare a Roy Rogers nel film, Hollywood Canteen. 
Molti ascoltarono la canzone per la prima volta quando Kate Smith la inserì nella sua trasmissione radiofonica dell'8 ottobre 1944. 
"Don't Fence Me In" è stata registrata anche da Bing Crosby con The Andrews Sisters nel 1944. Crosby entrò in studio il 25 luglio 1944, senza aver visto o sentito la canzone. Nel giro di 30 minuti, lui e le sorelle Andrews avevano eseguito la registrazione, che poi vendette oltre un milione di copie e giunse in cima alla classifica di Billboard dove rimase per otto settimane nel periodo 1944-45.
Ella Fitzgerald registrò questo pezzo per il suo album Verve, Cole Porter Songbook, che fu pubblicato dalla stessa etichetta anche come Ella Fitzgerald Sings the Cole Porter Songbook.
Altre versioni celebri furono quelle di "Singin 'Cowboy" realizzate da Gene Autry e da Willie Nelson con Leon Russell.
Don't fence me in è anche presente nel film Sol levante ed è suonato nei titoli di coda.

## Roy Rogers e Don't Fence Me In
L'anno seguente, la canzone venne cantata, ancora una volta, come canzone dei titoli in un altro film di Roy Rogers, Don't Fence Me In (1945), in cui Dale Evans recita nella veste di un giornalista che si reca al ranch di Roy Rogers e George 'Gabby' Hayes per una ricerca su di una storia che sta scrivendo su un pistolero leggendario. Quando emerge che Gabby Hayes è in realtà il fuorilegge presunto morto, Roy deve cancellare il suo nome. Rogers e i Sons of the Pioneers eseguirono alcuni brani, tra cui il titolo della canzone di Cole Porter.
L'anno successivo (1946), un film biografico su Cole Porter utilizzò un clip da Hollywood Canteen in cui Rogers cantava "Don't Fence Me In".

## Cultura pop
- Il brano appartiene alla colonna sonora della serie britannica The Singing Detective (1986).
- David Byrne realizzò una cover di questa canzone nel 1990 per un album di tributo a Cole intitolato Red Hot + Blue. Byrne eseguì quella che lui descrive come la sua "versione" brasiliana della canzone durante il suo tour del 2004 per il lancio dell'album Grown Backwards.[3]
- Lynn Anderson registrò la canzone per l'album Cowboy's Sweetheart nel 1992.
- I Chumbawamba registrarono una versione della canzone con la voce solista di Danbert Nobacon. Un brano della canzone avrebbe dovuto apparire nell'album inedito Jesus H. Christ che venne successivamente rielaborato per divenire Shhh! (1992), ma "Don't Fence Me In" non apparve nella versione definitiva dell'album.
- Il primo verso della canzone venne cantato da Apu nell'episodio de I Simpson, "The Lastest Gun in the West".
- La canzone venne utilizzata nei titoli di testa del film Chopper del 2000.
- La parte iniziale della canzone viene riproposta nell'episodio finale della quinta stagione del teen-drama Pretty Little Liars.
- La versione di Bing Crosby con The Andrews Sisters può essere ascoltata su Radio Appalachia in Fallout 76 [4] e nel secondo episodio della serie televisiva dedicata all'universo di Fallout.
- Una cover del brano viene cantata da Columbia nel sesto episodio della seconda stagione di American Gods.